# Schendyloides
Schendyloides är ett släkte av mångfotingar. Schendyloides ingår i familjen storjordkrypare.
Kladogram enligt Catalogue of Life:
| Schendyloides | \| \| Schendyloides alacer \| \| \| \| \| \| Schendyloides psilopus \| \| \| \| |
|               | \| \| Schendyloides alacer \| \| \| \| \| \| Schendyloides psilopus \| \| \| \| |
|               | Schendyloides alacer                                                            |
|               |                                                                                 |
|               | Schendyloides psilopus                                                          |
|               |                                                                                 |